# Henry Harrisse
Henry Harrisse, född den 18 maj 1829 i Paris, död den 13 maj 1910, var en fransk-amerikansk historiker och bibliograf.
Harrisse flyttade tidigt till USA, där han bedrev sina studier. Han var en tid advokat vid överdomstolen i New York, men återvände sedan till Paris, där han företrädesvis ägnade sig åt forskning rörande Amerikas upptäcktshistoria. Han offentliggjorde bland annat Bibliotheca americana vetustissima (på engelska 1866, en bibliografi över alla 1492–1550 utgifna arbeten om Amerika), Fernand Colomb, sa vie, ses œuvres (1872), Jean et Sébastien Cabot, leur origine et leurs voyages (1882), Les Corte-Real et leurs voyages au nouveau monde (1883), Christophe Colomb, son origine, sa vie, ses voyages, sa famille et ses descendants (2 band, 1884–85), hans främsta verk, det bibliografiska arbetet Excerpta Colombiniana (1887), The discovery of North America (1892), Christophe Colomb derant l'histoire (samma år), Jean Cabot, the discoverer of North America, and Sebastian, his son (1896). Till ett annat område hör L'Abbé Prevost. Histoire de sa vie et de ses œuvres (1896) och L. L. Boilly, sa vie et son œuvre (1898).

## Fotnoter
1. ↑  Gemeinsame Normdatei, Deutsche Nationalbibliotheks katalog-id-nummer: 1164854427749153-1, läst: 12 augusti 2015.[källa från Wikidata]
2. ↑  Bibliothèque nationale de France, BnF Catalogue général : öppen dataplattform, id-nummer i Frankrikes nationalbiblioteks katalog: 121697646, läst: 10 oktober 2015.[källa från Wikidata]
3. ↑  Gemeinsame Normdatei, läst: 22 december 2014.[källa från Wikidata]
4. ↑  läs online, academic.oup.com  .[källa från Wikidata]
5. ↑  läs online, www.persee.fr .[källa från Wikidata]
6. ↑  Gemeinsame Normdatei, läst: 31 december 2014.[källa från Wikidata]
7. ↑  Bibliothèque nationale de France, BnF Catalogue général : öppen dataplattform, id-nummer i Frankrikes nationalbiblioteks katalog: 16615421h, läst: 1 juli 2023.[källa från Wikidata]
8. ↑  Tjeckiska nationalbibliotekets databas, NKC-ID: mub2017953474, läst: 18 december 2022.[källa från Wikidata]